# クックフィールド
クックフィールド（英語: Cuckfield）は、英国ウェスト・サセックス州ミッド・サセックスにある村、行政教区。ウィールドの南斜面に位置する。行政教区の面積は431.58ヘクタールで、人口は2011年国勢調査時点で3,500人。
ロンドンから南へ34マイル（55km）、ブライトンから北へ13マイル（21km）、州都チチェスターから北東へ31マイル（51km）に位置する。近隣の町では、南東にヘイワーズ・ヒース、南にバージェス・ヒルがある。
1票1ペニーで何票でも購入でき、最多得票者が市長になれるという、ユニークな市長選挙制度が有名。なおこの市長職は名誉職で、集まったお金は地元の慈善団体に寄付される。

## 歴史
クックフィールドという名称の由来は村の紋章にも使用されるカッコウに由来するとされる。
1822年、医師ギデオン・マンテルの妻メアリー・アンが近隣のホワイトマンズ・グリーンで初めてイグアノドンの化石を発見した。
ロンドンとブライトンを結ぶ街道沿いのマーケットタウンとして発展し、1820年には毎日50台もの馬車が通過していた。1840年代にはロンドン・アンド・ブライトン鉄道延伸の話があったが地元の地主たちがこれを拒否したため、近隣のヘイワーズ・ヒースを通過するルートが採用された。結果として鉄道開通後はその重要性を失い、衰退した。
1894年地方自治法によって都市ディストリクトとなり、1929年地方自治法によってチェイリー、クックフィールド、ヘイワーズ・ヒースの3ディストリクトが合併した。

## 名所
教区議会や博物館、図書館が入居するクイーンズ・ホールは、ヴィクトリア女王在位60周年を祝うダイヤモンド・ジュビリーのあった1897年に建設された。
教区教会であるホーリー・トリニティ教会はノルマン人によって建てられたもので、その歴史は13世紀まで遡ることができる。
村の西側にはエリザベス朝時代の大邸宅であるクックフィールド・パークがある。この豪邸には、1748年に死亡したかつての住人アン・プリチャード・サーギソンの幽霊が出ると言われている。また毎年11月5日にはボンファイアー・ナイトが行われる。
もう一つのエリザベス朝時代の邸宅、オッケンデン・マナーは、ホテル兼レストランとして利用されており、2001年と2004年から2016年にかけて、ミシュランガイドから1つ星を獲得している。

## 著名な出身人物・住人
- ドム・ドワイヤー：サッカー選手
- タラ・フィッツジェラルド：女優
- エドワード・フォックス[7]：俳優
- ジェームズ・フォックス：俳優
- ロバート・フォックス：プロデューサー

## 姉妹都市
- オマール（英語版）[8]（フランス、セーヌ＝マリティーム県）
- カールシュタット[9]（ドイツ、バイエルン州）